# Jaume Baçó Escrivà

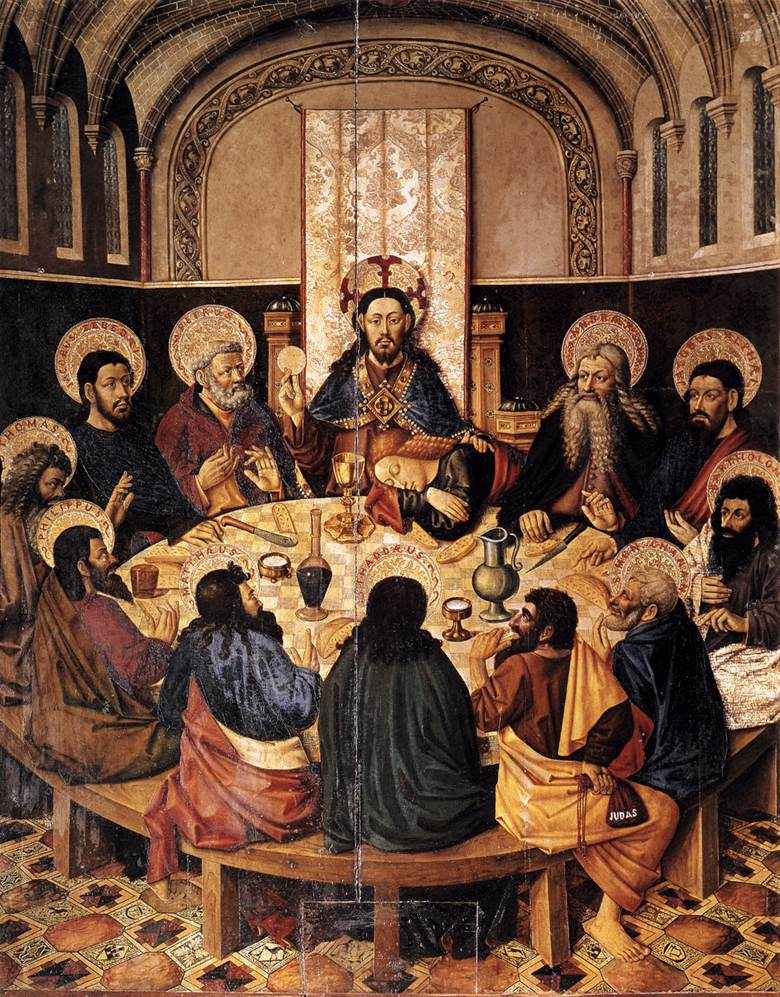
Laatste avondmaal, museum van de kathedraal van Segorbe

Jaume Baçó Escrivà (1411 – 1461), beter bekend als Jacomart, was een Catalaans kunstschilder die actief was in Valencia in het tweede en derde kwart van de 15e eeuw. Hij was een belangrijke vertegenwoordiger van de internationale gotiek en van de Spaans-Vlaamse stroming daarin.

## Biografische elementen
Jacomart was de zoon van inwijkelingen, die in 1400 al in Valencia woonden, maar niet beschikten over de burgerrechten. Zijn vader Jacobi Baquo, alias mestre Jacomart was kleermaker en zou van Vlaamse afkomst geweest zijn. Hij stierf in 1419. Over de opleiding van Jacomart is niets bekend maar hij werd blijkbaar wel sterk beïnvloed door de Valentiaan Lluis Dalmau en de Vlaming Lodewijk Allyncbrood. Hij zou in 1440 al een stevige reputatie als schilder gehad hebben gezien hij naar Napels werd uitgenodigd aan het hof van Alfons V van Aragón. Hij verbleef in Napels van 1443 tot 1451 met een korte onderbreking in 1446 toen hij naar Valencia kwam en een verblijf in Tivoli in 1447. Hij kon blijkbaar niet aarden in Italië en keerde met de goedkeuring van de koning terug naar Valencia.
Jaume Baçó Escrivà werd recent (2000-2020) uitvoerig bestudeerd en de onderzoekers kwamen tot de conclusie dat veel van de werken die werden toegeschreven aan Jacomart eigenlijk van de hand van Joan Reixac of andere schilders zijn. Hij wordt niet langer beschouwd als de belangrijkste schilder in Valencia in het midden van de vijftiende eeuw.

## Werken
Er is een werk dat via een contract van 23 januari 1460, met zekerheid aan hem kan toegeschreven worden. Het is een polyptiek met Laurentius van Rome en de heilige Petrus die zich bevindt in de kerk van Catí (Castellón). Het werk werd voltooid tussen 1460 en 1461. Aangezien dit werk met zekerheid aan Jaume Baçó Escrivà kon worden toegeschreven, werd een groot aantal werken met gelijkaardige stijlkenmerken ook op zijn naam geplaatst.
De eveneens zekere toewijzing van het Ursula-retabel van Cubells aan Joan Reixac deed veel vragen rijzen. Beide werken zijn wat stijl betreft zo gelijkaardig dat ook de polyptiek van Cati aan Joan Reixac werd toegeschreven. Het resultaat hiervan was dat er geen zekere toewijzingen meer konden worden gemaakt. Men besloot dan maar de betere werken toe te schrijven aan Jacomart en de wat mindere aan Joan Reixac, maar zoals hoger beschreven stapt men daar ondertussen van af.
Hierbij nog enkele werken die aan Jacomart worden (werden) toegeschreven:
- Resten van een retabel gemaakt voor de kerk van Xàtiva, 1456, in opdracht van Alonso de Borja de latere paus Calixtus III. Op het middenpaneel zien we een Anna te Drieën, geflankeerd door Jacobus en de aartsengel Gabriël. Op de zijpanelen zien we Augustinus en Monica met de opdrachtgever Kardinaal Borja. Ondertussen wordt dit retabel van St. Anna niet meer aan hem toegeschreven omdat men een document ontdekte in de Archivio di Stato de Roma dat de betaling van dit retabel aan Pedro Reixach in 1452 betrof.[4]
- De Heilige Helena en de Heilige Sebastiaan in de collegiale kerk van Xàtiva.
- Retabel met de heilige Laurentius en de heilige Petrus van Verona, ca. 1460 in Catí (Alto Maestrazgo), een bestelling van de koopman Joan Spigol.
- Diptiek met de annunciatie gemaakt voor de Santo Domingo de Silos (Valencia), nu in het Museo de Bellas Artes de Valencia. Dit werk toont een sterke Vlaamse invloed.[5]
- Retabel van de kapittelzaal van de kathedraal in Segorbe, ca. 1450.
- Retabel met de heilige Martinus uit het augustijnenklooster van Segorbe, (Castellón).
- Jacobus de Meerdere en Egidius de Eremiet in het Museo de Bellas Artes de Valencia.
- De heilige Benedictus in de kathedraal van Valencia.
- Een paneel met Nuestra Señora de Gracia uit de San Agustin kerk in de stad San Agustin (Teruel), nu bewaard in de communiekapel van de kerk van de Heilige Maria in Alcoy.
- Jakobus de Meerdere met schenkster, Museo Nacional del Prado Madrid.
- Een getroonde Madonna met Kind en musicerende engelen, 1450, privécollectie.

- Catàleg d'autoritats de noms i títols de Catalunya: 981058527296606706
- Gemeinsame Normdatei: 132695294
- International Standard Name Identifier: 0000 0001 1780 8653
- Library of Congress Control Number: nr93023795
- RKD-Nederlands Instituut voor Kunstgeschiedenis: 3432
- Système universitaire de documentation: 115469192
- Union List of Artist Names: 500008389
- Virtual International Authority File: 57781380
- WorldCat: E39PCjyBfyb7mPc9PPg7V7Hvh3